# François Bécherel

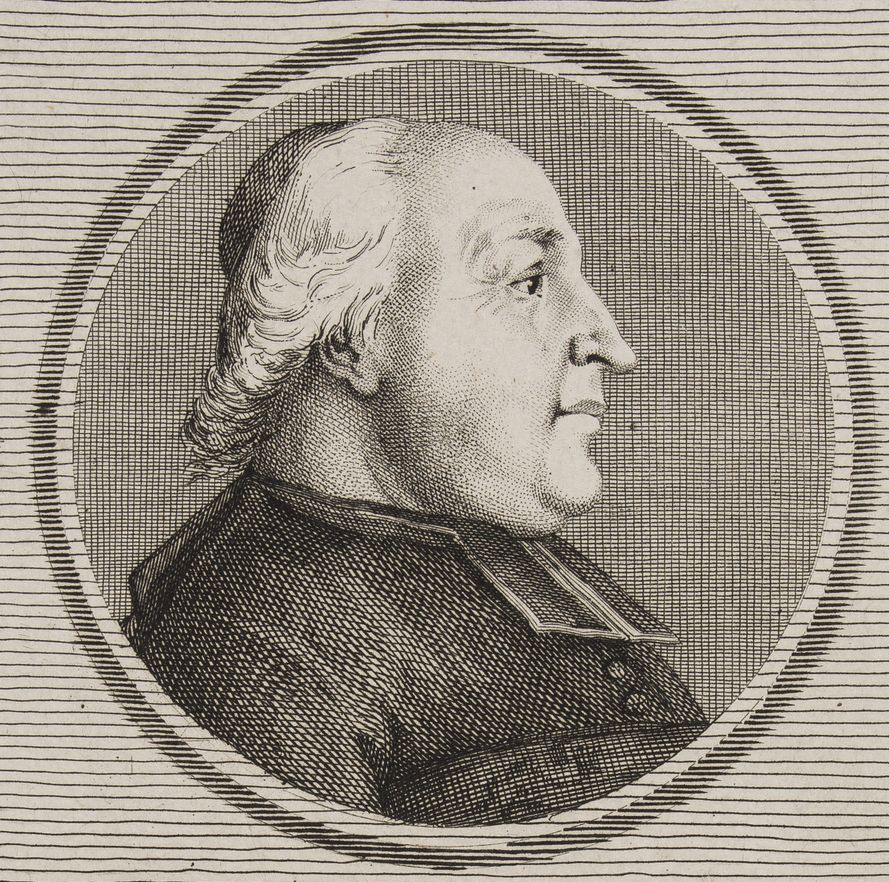
François Bécherel

François Bécherel (Saint-Hilaire-du-Harcouët, 8 maart 1732 – Valence, 25 juni 1815) was een politiek actieve priester tijdens de Franse Revolutie die zetelde in de Constituante (1789-1791). Vervolgens was Bécherel constitutioneel bisschop van Coutances (1791-1802). In de Napoleontische tijd was hij baron-bisschop François II van Valence (1802-1815).

## Levensloop

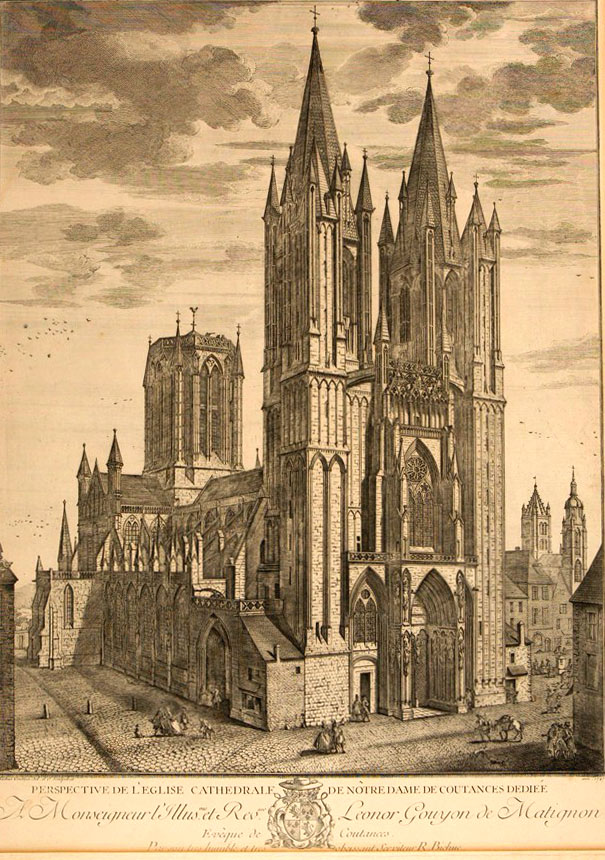
Kathedraal van Coutances, 18e eeuw

Bécherel behoorde tot de Normandische adel; zijn vader was heer de la Berterye. Bécherel behaalde het diploma van magister in de Artes aan de universiteit van Parijs. Hij keerde terug naar het hertogdom Normandië in 1768 als pastoor van Saint-Loup, in zijn geboortestreek.
Bij het uitbreken van de Franse Revolutie verwierf Bécherel een politiek mandaat. Hij zetelde namens de geestelijke stand voor het district Coutances (Normandië) in de Constituante in Parijs. Deze parlementaire vergadering moest een grondwet opstellen. In 1791 eiste het revolutionair bestuur dat rooms-katholieke priesters trouw zwoeren aan de Constitution civile du clergé (1790). Heel wat priesters weigerden dit doch Bécherel zwoer trouw aan de grondwet. Datzelfde jaar bezorgde het revolutionair bestuur hem de bisschopszetel van Coutances. Ze noemden dit het bisdom Manche, naar de naam van het departement Manche. Deze bisschopsbenoeming van Manche was buiten het akkoord van Rome. Vandaar dat Bécherel een constitutioneel bisschop van Manche genoemd wordt.
Ondanks zijn trouw aan het revolutionair bestuur kreeg bisschop Bécherel het lastig. In 1794 werd hij opgesloten in de gevangenis van de Mont Saint-Michel. Dankzij zijn familie geraakte hij vrij en leefde hij ondergedoken tot 1797, wanneer hij terugkeerde in de kathedraal van Coutances. Hij was op dat moment een van de 31 constitutionele bisschoppen van Frankrijk.
In 1801 sloten Napoleon Bonaparte en paus Pius VII een concordaat. Het bisdom Coutances werd gefusioneerd met het bisdom Avranches. Belangrijker nog voor de paus was zijn eis dat alle constitutionele bisschoppen zouden aftreden, wat Bécheral ook deed. Napoleon beloonde Bécherel met de bisschopszetel van Valence in het departement Drôme, waar hij de tweede bisschop met de voornaam François was. Keizer Napoleon I schonk later aan bisschop Bécherel de ridderorde van het Legioen van Eer alsook de adellijke titel van baron in de Empireadel. Hij mocht deze adellijke titel doorgeven aan een neef.
Ook bij de dreigende val van Napoleon I bleef Bécherel hem trouw. Hij stierf in Valence tijdens de Honderd Dagen van Napoleon.
- Bibliothèque nationale de France: cb12523604g (data)
- Gemeinsame Normdatei: 119314169
- International Standard Name Identifier: 0000 0000 2012 2049
- Base Léonore: LH//160/15
- Système universitaire de documentation: 115492178
- Virtual International Authority File: 2581197
- WorldCat: E39PBJhX9MBJvX93hKbVTQtBT3